# Cementerio de Villafranca del Panadés
El cementerio de Villafranca del Panadés es un cementerio municipal de Villafranca del Panadés (Barcelona) protegido como bien cultural de interés local.

## Descripción
El cementerio está firmado por siete recintos, los tres primeros de planta cuadrada, con sectores de nichos en tres de los lados y con valla de bloques de piedra y reja en el lado de la carretera de la Guardiola. La entrada principal se encuentra en el primer recinto, donde se encuentra la capilla y los diferentes panteones repartidos por los cuatro espacios centrales ajardinados. También hay panteones ubicados en el segundo recinto. En el tercer recinto hay cuatro islas de nichos. El séptimo recinto cierra el cementerio por el lado norte, en forma de semicírculo. El cuarto recinto está situado detrás del primero, y el quinto recinto se encuentre detrás del segundo y el tercero. El sexto está detrás del quinto, cerrando el cementerio por el lado oeste en forma de triángulo. 
Entre sus construcciones hay que destacar la capilla pública del Santo Cristo (1878), así como el panteón neogótico de Antonio Jané (1922), el panteón de la familia Maciá (1880), el panteón de la familia Miret Abad (1886), los panteones modernistas de la familia Via Oliveras (1902) y de Ramón Marimón (1913) y el panteón de los civiles caídos en la Guerra Civil. 

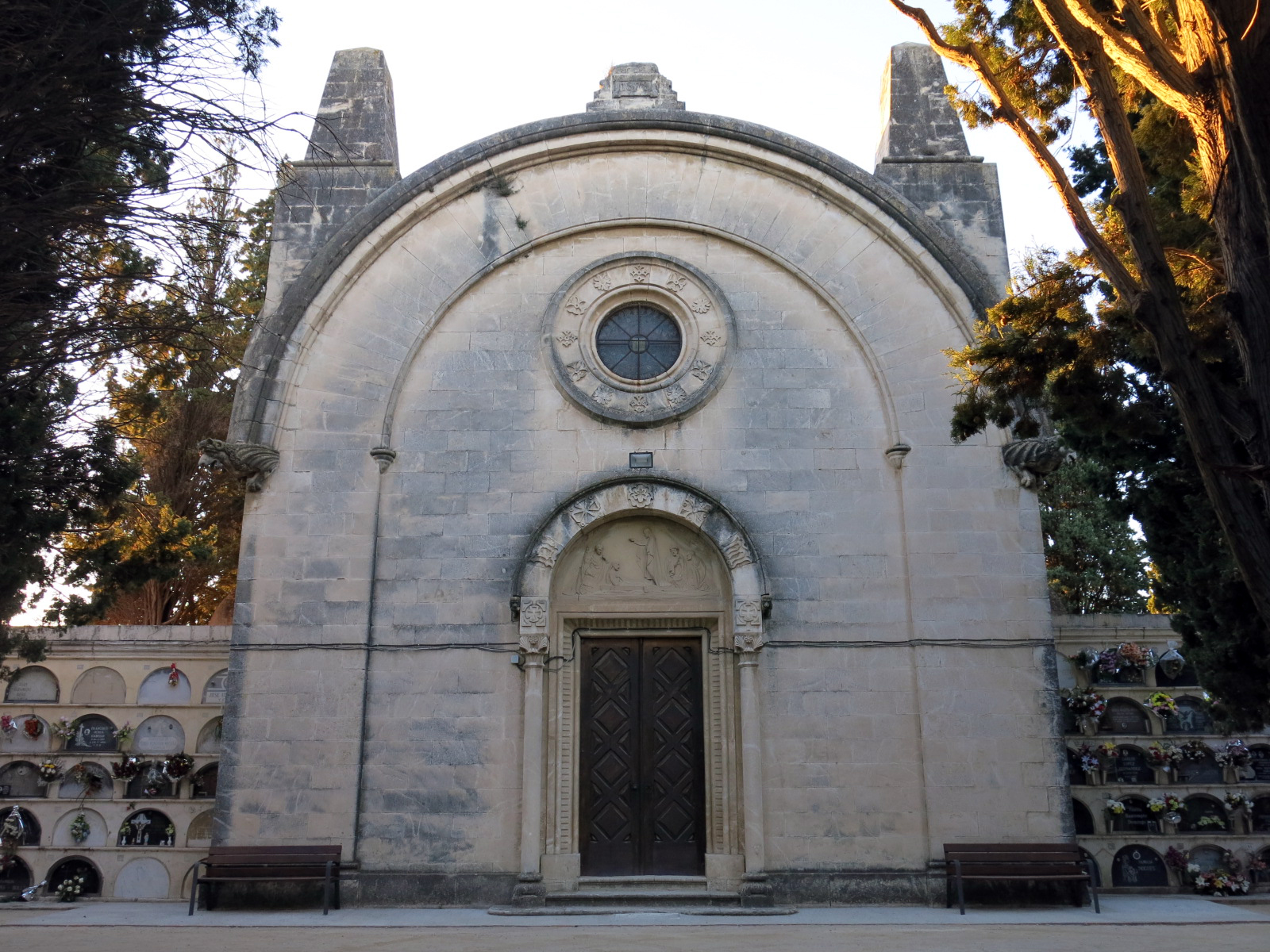
Capilla del Santo Cristo
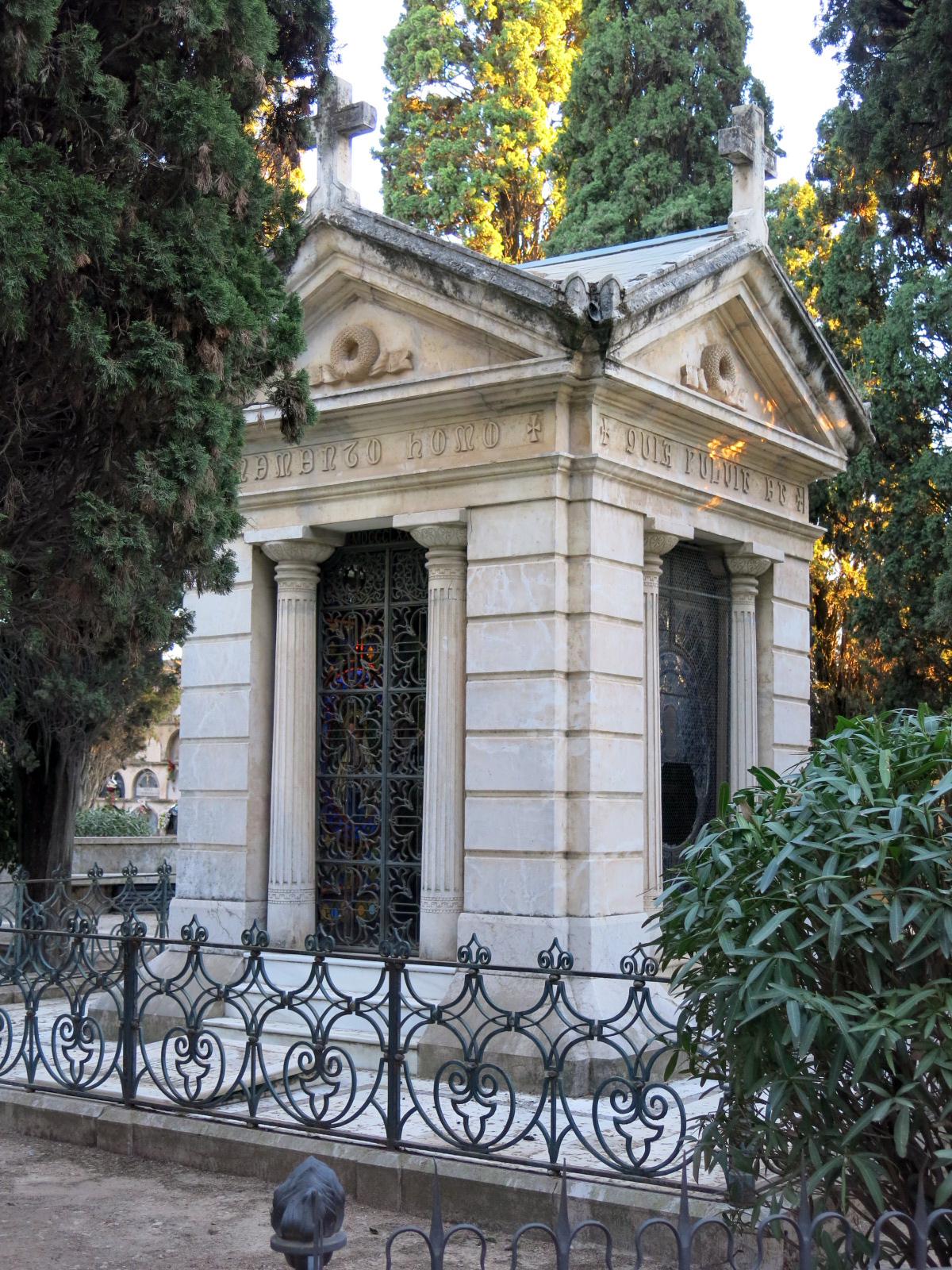
Panteón de la familia Miret Abad
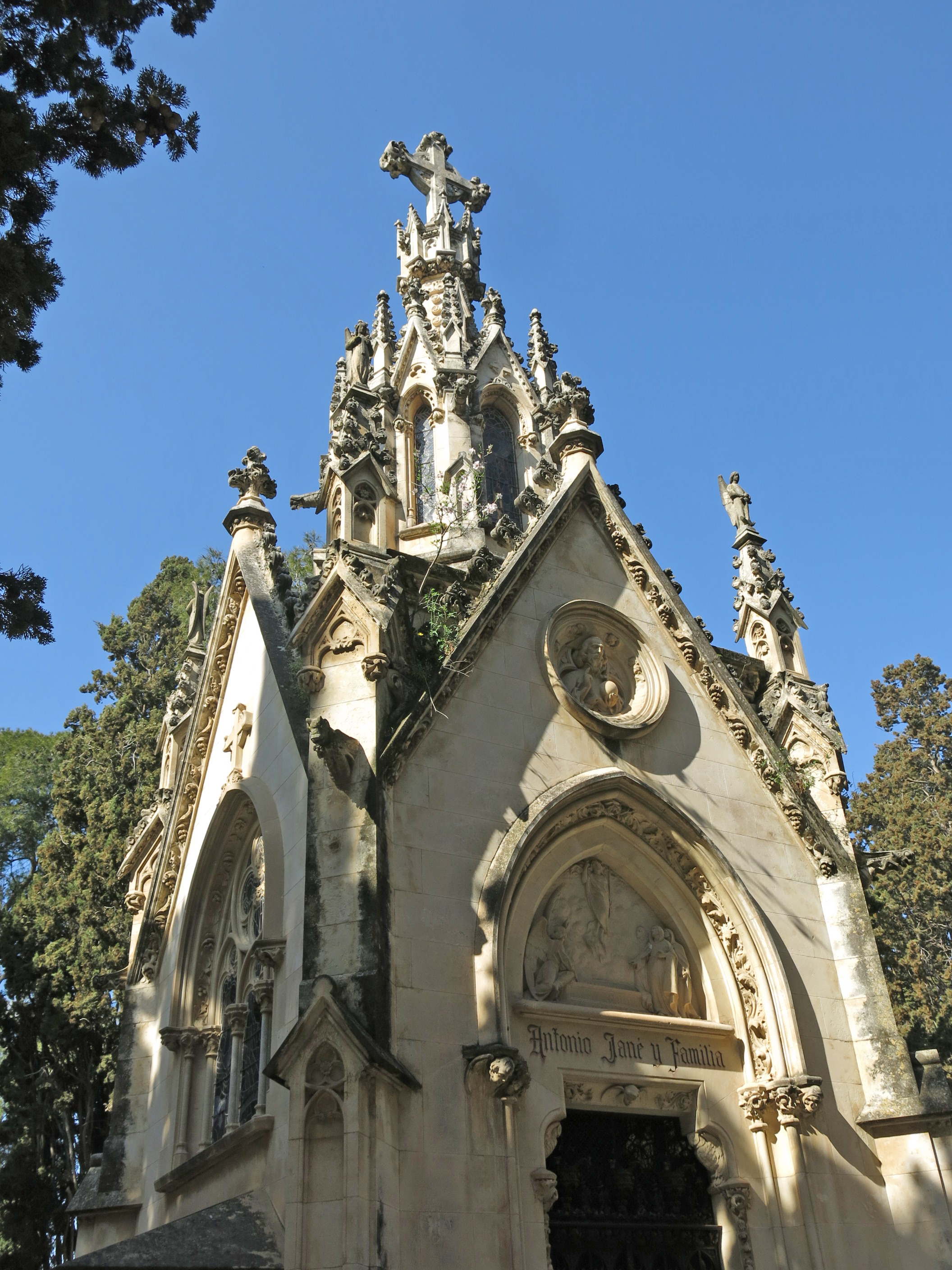
Capilla neogótica de Antonio Jané
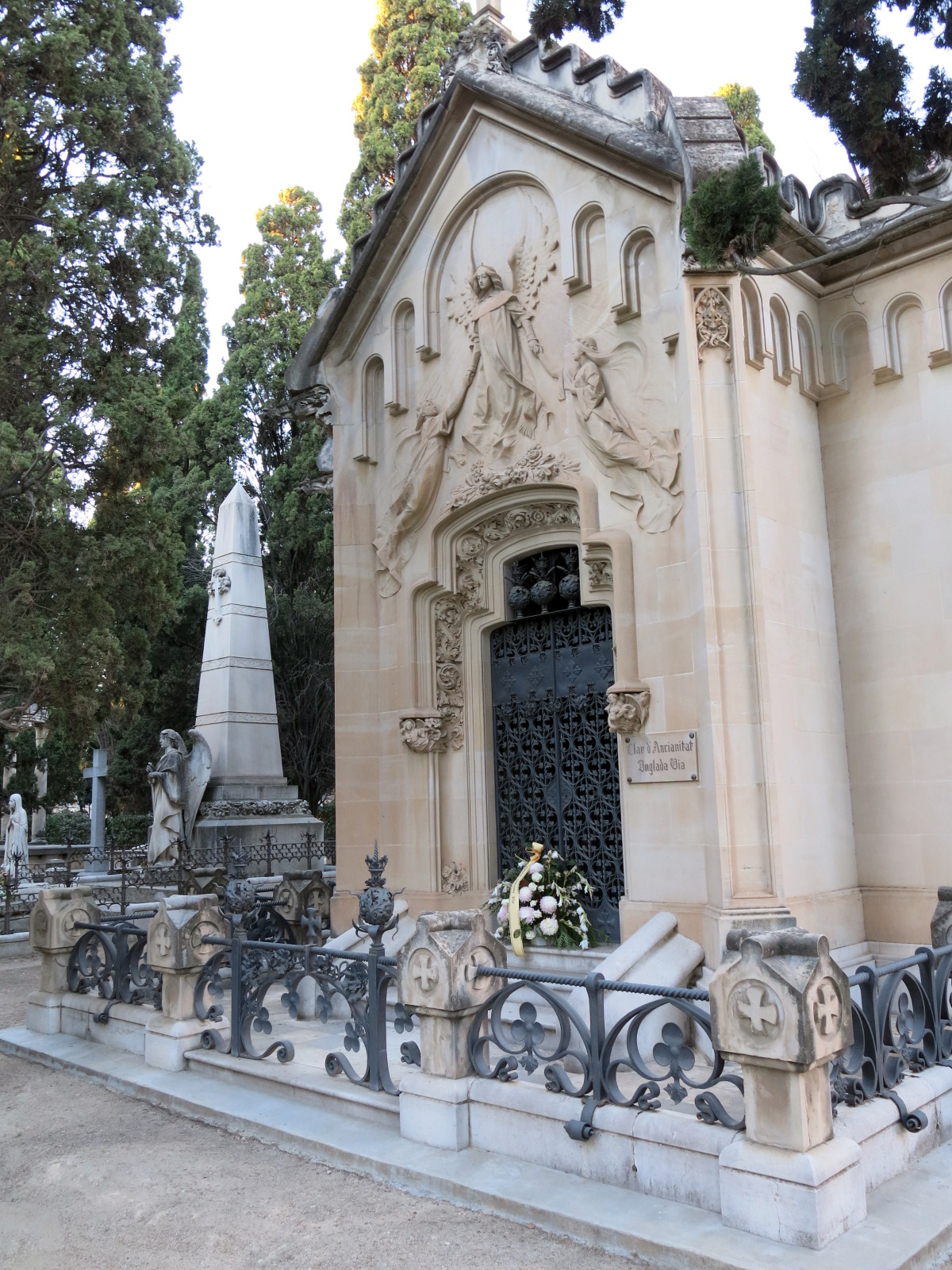
Panteón de la familia Via Oliveras
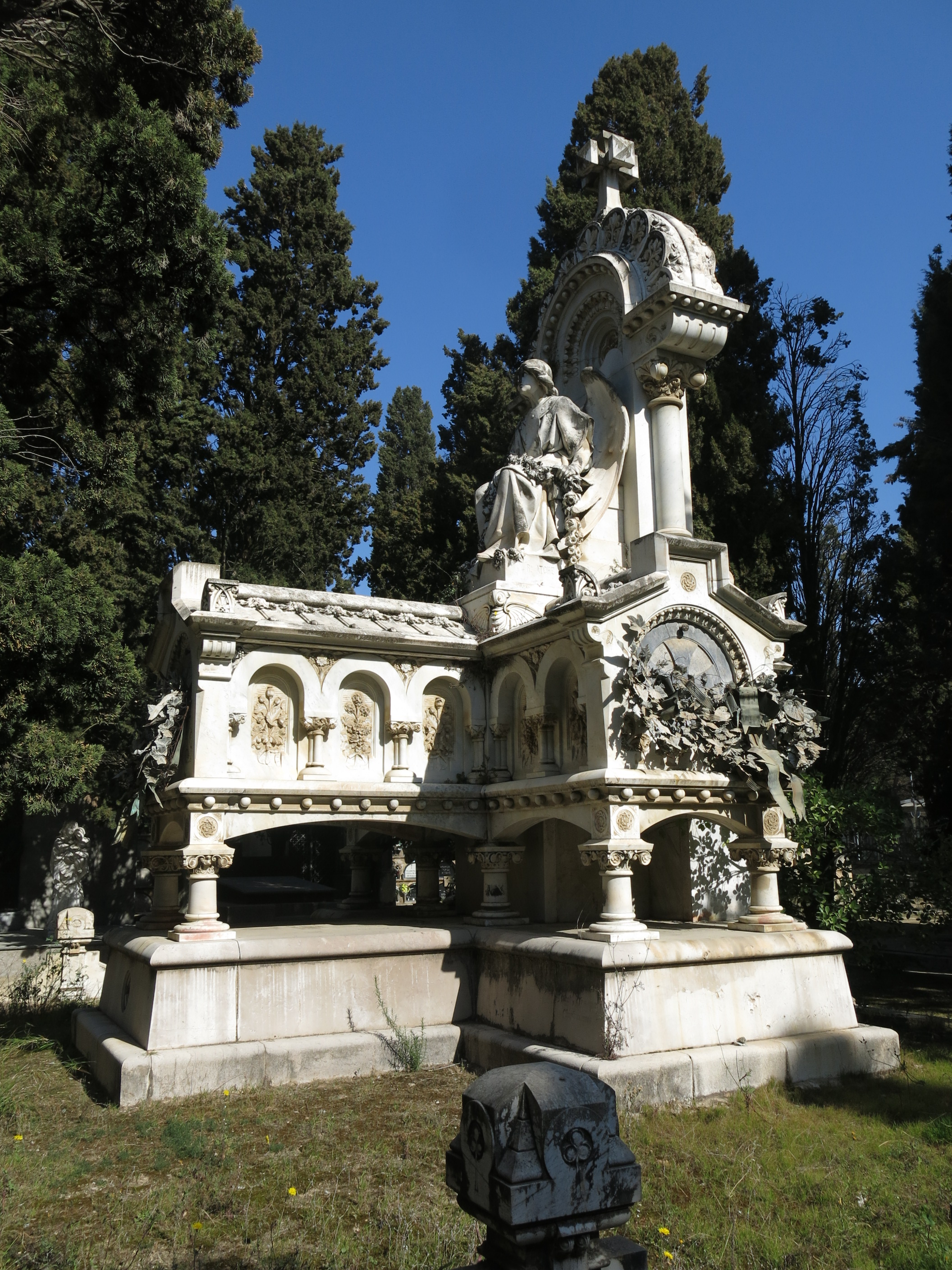
Panteón de Ramón Marimón
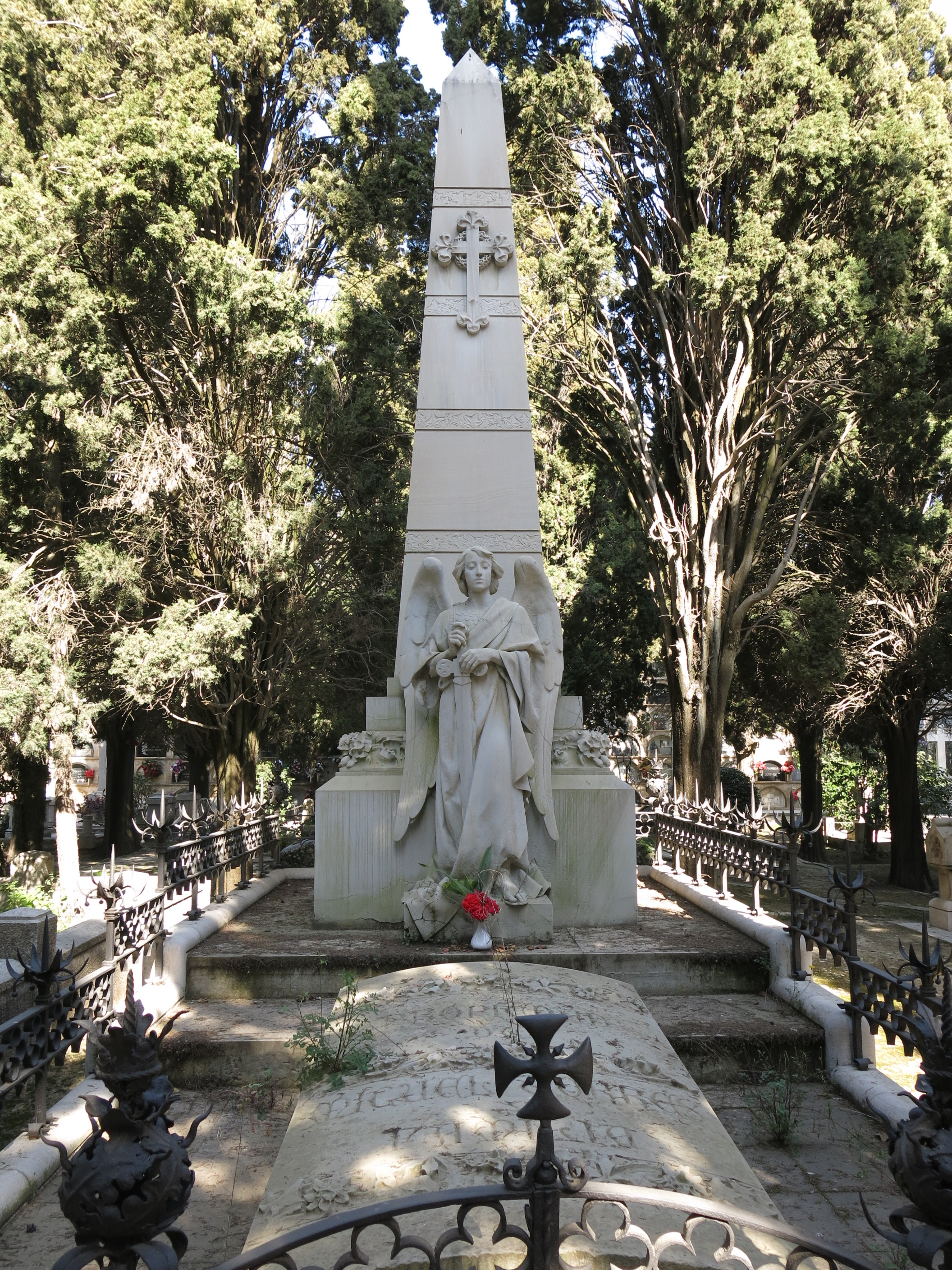
Panteón de Miguel Torres

## Historia
El cementerio fue construido en 1839 en el lugar donde antes había un convento de capuchinos. La capilla pública data del año 1878 y es obra del arquitecto Juan Torras y del maestro de obra Ramón Raventós y Queraltó, con relieves en la fachada del escultor Ramón Elies representando la resurrección de Lázaro. El panteón de Antonio Jané es obra de Santiago Güell y Grau y el proyecto de la familia Marimón fue firmado por José Domènech y Estapà. Otros panteones interesantes son el de la familia Maciá, primera capilla particular del cementerio construida en el año 1880 para José Antonio de Maciá y Nin y su familia; el panteón de la familia Via Oliveras, proyectado también por Santiago Güell en el año 1902; el de Federico Sardá, del año 1887, obra de Leandro Albareda, y dos obras de Augusto Font y Carreras: el panteón de la familia Milá Sallent y la isla de nichos del segundo recinto.

## Personajes ilustres
Entre los personajes ilustres sepultados en el cementerio destacan los siguientes:
- Manuel Milà y Fontanals, en el panteón familiar obra del arquitecto Augusto Font.
- Eugenio d'Ors, en el panteón dedicado a Matilde.
- Eduardo Vidal y Valenciano.